# 서맨사 매시스
서맨사 매시스(Samantha Mathis, 1970년 5월 12일 ~ )는 미국의 배우이다.

## 출연 작품

### 영화
- 볼륨을 높여라 (1990)
- 행복 찾기 (1992)
- 푸른 골짜기 (1993)
- 슈퍼 마리오 (1993)
- 리버 피닉스의 콜 잇 러브 (1993)
- 작은 아씨들 (1994)
- 아기 자기 파파 (1995)
- 아메리칸 퀼트 (1995)
- 대통령의 연인 (1995)
- 브로큰 애로우 (1996)
- 아메리칸 사이코 (2000)
- 퍼니셔 (2004)
- 새로운 딸 (2009)
- 베리드 (2010)
- 아메리칸 패스토럴 (2016)
- 클로브히치 킬러 (2018)
- 보딩 스쿨: 기숙학교 (2018)
- 공포의 묘지: 더 비기닝 (2023)

### 텔레비전
- 로앤오더: 성범죄 전담반 (2003, 2014, 2020)
- 로앤오더: 뉴욕 특수수사대 (2005)
- 하우스 (2006)
- 로스트 (2007)
- 그레이 아나토미 (2009)
- 로열 페인스 (2009)
- 커브 유어 엔수지애즘 (2011)
- 언더 더 돔 (2013)
- 더 스트레인 (2015-16)
- 빌리언스 (2016)
- 불 (2019)